# Camerounais en France
Les Camerounais en France sont constitués de migrants camerounais et de leurs descendants vivant et travaillant en France.

## Historique
Les immigrants camerounais arrivent en France à partir des années 1970, quelques années après les Sénégalais. L'immigration s'accélère durant les années 1980. 
En 2007, le Cameroun représente le plus important pays d’Afrique subsaharienne en termes d’immigration vers la France (4 800 titres de séjour par an) ; c'est le 4e en nombre de personnes (36 000).

## Personnalités

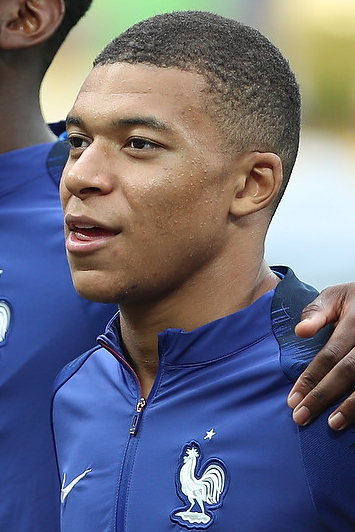
Kylian Mbappé (né à Paris) : son père est né à Douala au Cameroun.

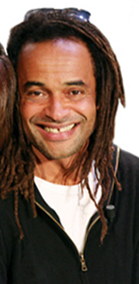
Yannick Noah (né à Sedan) : son père est né à Yaoundé au Cameroun.

- Samuel Umtiti, footballeur professionnel
- Françoise Mbango Etone, athlète d'athlétisme.
- Kylian Mbappé, footballeur professionnel
- Gévrise Émane, judoka
- Véronique Mang, athlète d'athlétisme
- Loïc Mbe Soh, footballeur professionnel
- Francis Ngannou, artiste martial mixte
- Dany Bill, kickboxeur
- Teddy Tamgho, athlète d'athlétisme
- Calixthe Beyala, écrivain
- Emil Abossolo-Mbo, acteur
- Vencelas Dabaya, haltérophile
- Serge Betsen, joueur de rugby à XV
- Hassan N'Dam N'Jikam, boxeur professionnel
- Antoinette Nana Djimou, heptathlète, pentathlète
- Cédric Doumbé, kickboxeur
- Carlos Takam, boxeur professionnel
- Gaëlle Nayo-Ketchanke, haltérophile
- Benoît Assou-Ekotto, footballeur professionnel
- Adolphe Teikeu, footballeur professionnel
- Zacharie Noah, ancien footballeur professionnel
- Yannick Noah, chanteur et joueur de tennis
- Joakim Noah, joueur de basket